# Aloeides dentatus
Aloeides dentatus is een vlinder uit de familie van de Lycaenidae. De wetenschappelijke naam van de soort is voor het eerst geldig gepubliceerd in 1909 door Cornelis Jacobus Swierstra.